# Riemannsche R-Funktion

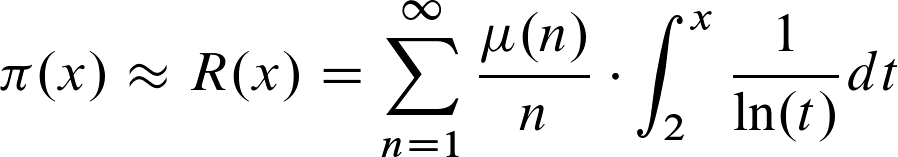

Die Funktion R(x), auch bekannt als Riemann-R-Funktion, ist eng mit der Untersuchung der Verteilung der Primzahlen und der Riemannschen Zeta-Funktion verbunden. Sie wurde erstmals von Bernhard Riemann in seiner berühmten Arbeit über die Riemannsche Vermutung eingeführt. Die R(x)-Funktion wird durch die Summe über alle natürlichen Zahlen n definiert, wobei jedes Summandenprodukt aus der Möbius-Funktion μ(n) und dem Integral des natürlichen Logarithmus von x hoch 1/n von 2 bis x besteht. Diese Kombination aus der Möbius-Funktion und dem Integral macht die Funktion R(x) zu einem leistungsfähigen Werkzeug zur Analyse der Primzahlverteilung.
Die Riemann-R-Funktion spielt eine wichtige Rolle bei der Verbindung zwischen den Nullstellen der Riemannschen Zeta-Funktion und den Primzahlen. Insbesondere ist die Riemannsche Vermutung eng mit der Hypothese verbunden, dass die R(x)-Funktion eine bestimmte Schranke (wie die Wurzel aus x) nicht überschreitet. Eine Bestätigung dieser Vermutung würde zu tiefgreifenden Einsichten in die Verteilung der Primzahlen führen und hätte weitreichende Auswirkungen auf andere Bereiche der Zahlentheorie.
Die Untersuchung der Funktion R(x) ist ein aktives Forschungsgebiet. Zahlentheoretiker haben intensiv daran gearbeitet, Eigenschaften der Funktion zu verstehen und ihre Beziehung zur Primzahlverteilung zu ergründen. Dabei haben sie numerische Berechnungen, analytische Methoden und Werkzeuge aus der komplexen Analysis eingesetzt. Trotz jahrzehntelanger intensiver Bemühungen bleibt die Riemannsche Vermutung, die direkt mit der Funktion R(x) zusammenhängt, weiterhin ungelöst.